# Philipp zu Hohenlohe-Langenburg
Philipp Gottfried Alexander Fürst zu Hohenlohe-Langenburg (Crailsheim, 20 januari 1970) is de 10e vorst zu Hohenlohe-Langenburg en hoofd van de linie Hohenlohe-Neuenstein.

## Biografie

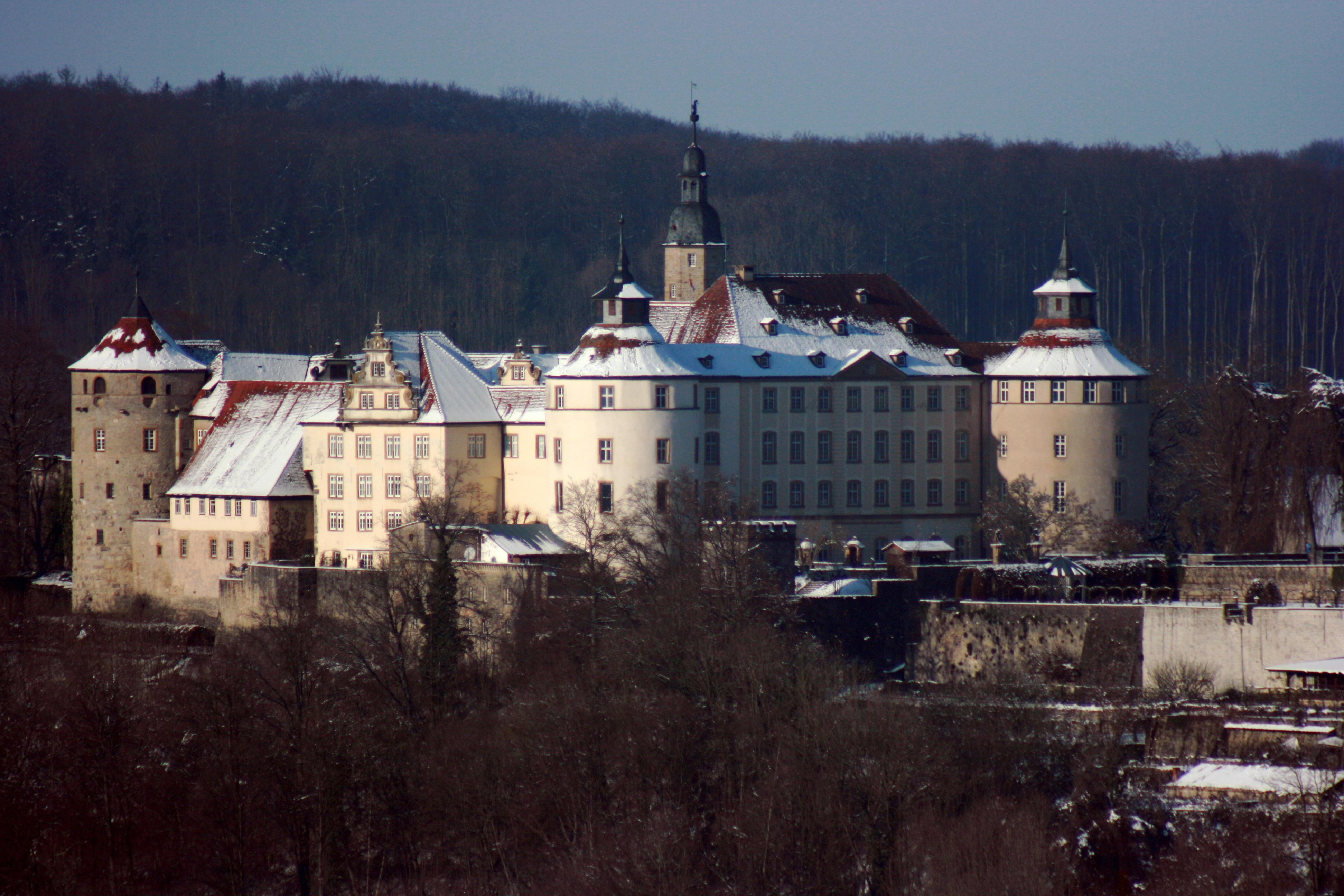
Schloss Langenburg

Hohenlohe is een telg uit het hoogadellijke geslacht Hohenlohe, linie Hohenlohe-Langenburg, en een zoon van Kraft Fürst zu Hohenlohe-Langenburg (1935-2004), 9e vorst zu Hohenlohe-Langenburg, en diens eerste echtgenote kunsthandelaar Charlotte Alexandra Prinzessin von Croÿ (1938), telg uit het geslacht Croÿ. Hij trouwde in 2003 met dr. Saskia Binder met wie hij drie kinderen kreeg, onder wie de erfprins Max Leopold Prinz zu Hohenlohe-Langenburg (2005).
Na het overlijden van zijn vader op 16 maart 2004 volgde hij zijn vader op als vorst zu Hohenlohe-Langenburg en hoofd van de linie Hogenlohe-Neuenstein. Daarnaast voert hij als hoofd van deze tak ook nog de titel van graaf van Gleichen en het predicaat Doorluchtigheid.
Hohenlohe bewoont met zijn gezin het stamslot Schloss Langenburg.